# Pat Murphy (romancière)
Pour les articles homonymes, voir Pat Murphy.
Œuvres principales
- La Cité des ombres

Pat Murphy, de son vrai nom Patrice Ann Murphy, née le 9 mars 1955 à Spokane dans l’État de Washington est une romancière américaine de science-fiction et de fantasy.

## Biographie
Pat Murphy vit à San Francisco, et a travaillé pendant vingt ans, avant d’écrire, à l’Exploratorium, un musée de cette ville ; elle publie plusieurs ouvrages dans le cadre de son travail. Elle cofonde en 1991 le prix James Tiptree, Jr. avec Karen Joy Fowler. Elle est ceinture noire de kenpō.

## Récompenses
Elle remporte en 1987 deux prix Nebula, celui du meilleur roman avec La Cité des ombres et celui de la meilleure nouvelle longue avec Rachel amoureuse (Rachel in Love) ; elle est par la suite sélectionnée pour la meilleure nouvelle courte en 1988 pour Dead Men on TV et en 1990 pour Love and Sex Among the Invertebrates, et pour le meilleur roman court en 1990 avec Bones.
Elle remporte le prix Locus de la meilleure nouvelle longue en 1988 avec Rachel amoureuse (Rachel in Love), catégorie dans laquelle elle est aussi sélectionnée en 1992 pour Traveling West, en 2004 pour Dragon's Gate et en 2005 pour Inappropriate Behavior ; elle est également en compétition dans les catégories du meilleur premier roman en 1983 pour The Shadow Hunter, du meilleur roman court en 1991 pour Bones, en 1992 pour Desert Rain (écrit avec Mark L. Van Name (en)) et en 1994 pour An American Childhood, du meilleur roman de fantasy en 1987 et 1988 pour La Cité des ombres et en 1997 pour Nadya, du meilleur roman de science-fiction en 1990 pour La Ville peu de temps après, et de la meilleure nouvelle courte en 1990 pour Prescience et en 1991 pour Love and Sex Among the Invertebrates.
Rachel amoureuse (Rachel in Love) gagne aussi le prix Theodore-Sturgeon en 1988 ; son recueil de nouvelles, Points of Departure, paru en 1990, remporte le prix Philip-K.-Dick et Bones le prix World Fantasy du meilleur roman court l’année suivante.
Elle est également sélectionnée pour trois prix Hugo, celui de la meilleure nouvelle longue pour Rachel amoureuse (Rachel in Love) en 1988, et celui du meilleur roman court en 1991 pour Bones et en 1994 pour An American Childhood.

## Œuvres

### Romans
- (en) The Shadow Hunter, 1982Retravaillé et republié en 2002
- La Cité des ombres, Denoël, coll. « Présence du fantastique », 1990 ((en) The Falling Woman, 1986)
- La Ville peu de temps après, Les Moutons électriques, 2021 ((en) The City, Not Long After, 1989)
- Nadya, J'ai lu, 2000 ((en) Nadya: The Wolf Chronicles, 1996)
- (en) There and Back Again, 1999
- (en) Wild Angel, 2001
- (en) Adventures in Time and Space with Max Merriwell, 2002
- (en) The Wild Girls, 2007Roman pour enfants
- (en) The Adventures of Mary Darling, 2025

### Recueils de nouvelles
- (en) Points of Departure, 1990

### Essais
- (en) Explorabook: A Kid's Science Museum in a Book, 1991Écrit avec John Cassidy et Paul Doherty.
- (en) By Nature's Design, 1993
- (en) Bending Light: An Exploratorium Toolbook, 1993
- (en) The Color of Nature, 1996Écrit avec Paul Doherty.
- (en) The Science Explorer, 1996Écrit avec Ellen Klages et Linda Shore.
- (en) Imaginary Friends, 1996
- (en) Zap Science: A Scientific Playground in a Book, 1997Écrit avec John Cassidy et Paul Doherty.
- (en) The Science Explorer Out and About, 1997Écrit avec Ellen Klages et Linda Shore.
- (en) Before and After, 1997
- (en) Exploratopia, 2006

### Autres
Elle est également coéditeur — avec Karen Joy Fowler, Debbie Notkin et Jeffrey D. Smith — des trois premiers volumes de The James Tiptree Award Anthology (2005, 2006, 2007), les anthologies des vainqueurs du prix James Tiptree, Jr.